# ゲイブリエル・ターヴィル＝ピーター

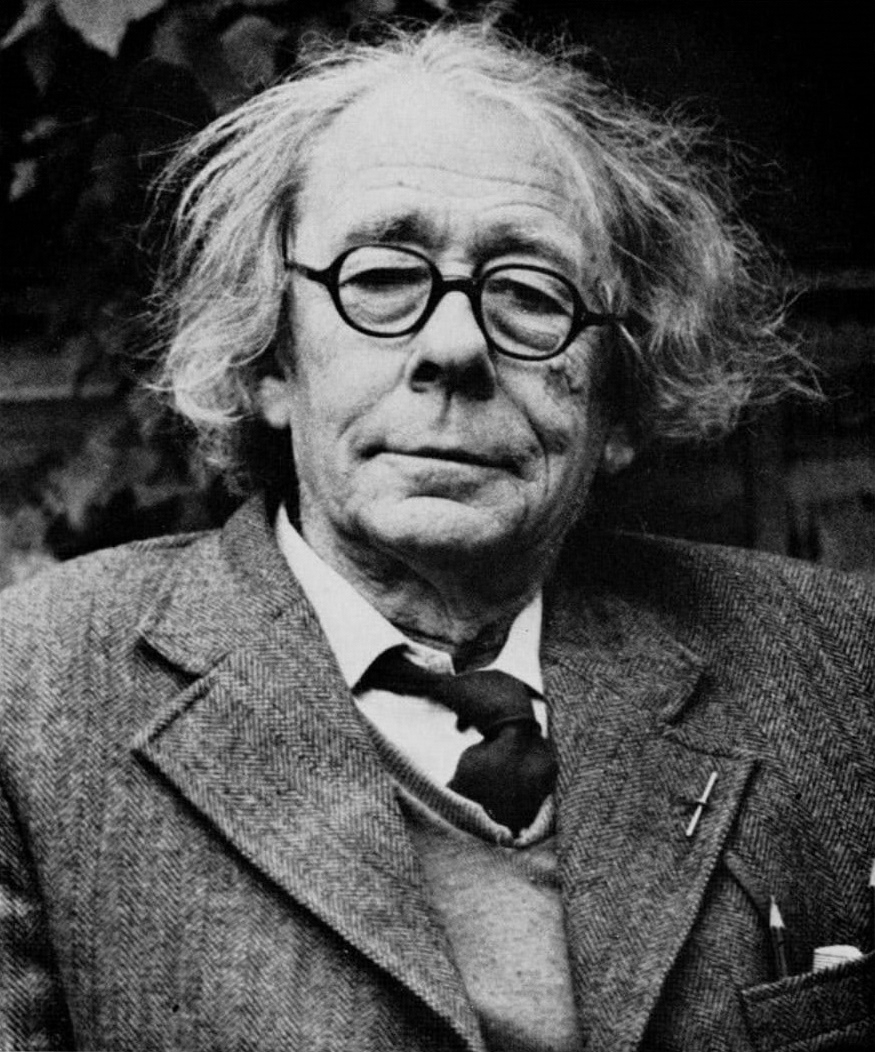
ゲイブリエル・ターヴィル＝ピーター

エドワード・オズワルド・ゲイブリエル・ターヴィル＝ピーター（Edward Oswald Gabriel Turville-Petre, E・O・G・ターヴィル＝ピーターとも。1908年3月25日 - 1978年2月17日）は、イギリスの学者。英国学士院特別会員 (F.B.A.) であり、オックスフォード大学で古代アイスランド文学および古代研究 (Antiquities) の教授を務めた。文学や宗教史に関して英語およびアイスランド語で多くの著作や論文を残した。

## 経歴
ゲイブリエル・ターヴィル＝ピーターは1908年に、先祖代々の土地であるイングランド・レスターシャー州 Husbands Bosworth の Bosworth Hall に生まれた。家はカトリックで地主紳士階級 (landed gentry) だった。両親はオズワルド・ピーター (Oswald Petre) とマーガレット・ピーター（Margaret Petre, 旧姓ケーヴ (Cave)）。5人いた子供たちの4番目であり、兄に考古学者のフランシス・ターヴィル＝ピーター (Francis Turville-Petre) がいる。
Ampleforth College 校およびオックスフォード大学のクライスト・チャーチ・カレッジで学ぶ。1931年から1934年までは英語の文学士 (B.Litt) 取得のために研究し、J・R・R・トールキンの指導を受けた。
アイスランド文学、早期スカンディナヴィア文学、歴史初期からの伝承を研究した。最初はイングランドで、のちにアイスランドやその他北欧諸国に渡って研究を行った。アイスランドでは数年間を過ごした。
1943年1月7日にジョーン・エリザベス・ブルームフィールド (Joan Elizabeth Blomfield) と結婚した。彼らの間には3人の息子が生まれた。ソールラク・フランシス・サミュエル（Thorlac Francis Samuel, 1944年1月6日生）、マーリン・オズワルド（Merlin Oswald, 1946年7月2日生）、ブレンダン・アーサー・オーベロン（Brendan Arthur Auberon, 1948年9月16日生）の3人である。
1941年にはオックスフォード大学において最初の古代アイスランド文学および古代研究に関するヴィグフッソン準教授職 (Vigfusson Reader) に任命され、1953年には教授に任命される。1975年に退職するまでこの職を勤め上げた。
アイスランドからはファルコン勲章騎士十字章を授与されている。スウェーデンでは王立グスタフ・アドルフ学士院 (Royal Gustavus Adolphus Academy) の会員となった。北欧研究ヴァイキング協会 (Viking Society for Northern Research) の名誉終身会員でもあった。1973年には英国学士院特別会員 (Fellow of the British Academy) に選出された。
個人蔵書をオックスフォード大学の英語学部図書館に遺贈した (Icelandic Collections)。

## 主な著作
- "The Cult of Freyr in the Evening of Paganism" Proceedings of the Leeds Philosophical and Literary Society 111(6):317-322 (1935)
- "The Traditions of Víga-Glúms Saga" Transactions of the Philological Society 54-75 (1936)
- Víga-Glúms Saga (ed. E. O. G. Turville-Petre) Clarendon Press, Oxford (1940)
- The Life of Gudmund the Good, Bishop of Holar  Trans: E. O. G. Turville-Petre and E. S. Olszewska. Coventry, The Viking Society for Northern Research (1942)
- The Heroic Age of Scandinavia Hutchinson, London (1951)
- Origins of Icelandic Literature Clarendon Press, Oxford (1953)
- Hervarar Saga ok Heidreks (ed. E. O. G. Turville-Petre) London: University College London, for the Viking Society for Northern Research. Introduction by C. J. R. Tolkien (1956)
- Myth and Religion of the North: The Religion of Ancient Scandinavia Weidenfeld and Nicolson, London (1964)
- "Fertility of Beast and Soil in Old Norse Literature" in Old Norse Literature and Mythology: A Symposium (ed. Edgar C. Polomé) University of Texas Press, Austin. 244–64 (1969)
- Scaldic Poetry Clarendon Press, Oxford (1976)
- Nine Norse Studies London: University College London, for the Viking Society for Northern Research (1972)